# Dąbrówka Górkło
Dąbrówka Górkło – przystanek kolejowy w Dąbrówce na linii kolejowej nr 223, w woj. warmińsko-mazurskim, w pow. piskim, w Polsce.